# Elizabeth Perkins
Elizabeth Ann Perkins (Nova Iorque, 18 de Novembro de 1960), é uma atriz norte-americana. Seus papéis no cinema incluem About Last Night... (1986), Big (1988), Avalon (1990) The Flinstones (1994), Miracle on 34th Street (1994) e Cats & Dogs (2001). Ela também é conhecida por seu papel como Celia Hodes na série Weeds, pela qual recebeu três indicações ao Primetime Emmy e duas indicações ao Globo de Ouro.

## Biografia e vida pessoal
Foi morar em Vermont ainda criança. Estudou teatro na Chicago's Goodman School of Drama e depois foi para DePaul University durante três anos, lançando então a sua carreira profissional, coestrelando na companhia de Neil Simon em "Brighton Beach Memoirs" (1986).
Retornou a Nova Iorque na primavera de 1984 para fazer a sua estreia na Broadway como uma representante de Simon. Como uma actriz de estágio, pisou nas placas do horizonte de "Playwrights" no estúdio de Ensemble, e em "The New York Festival Shakespeare", e, voltou a Chicago, com o teatro de Steppenwolf. Em 1984 casou com o ator Terry Kinney, de quem se divorciou em 1988.
Elizabeth tem uma filha: Hannah Jo Phillips, do seu rápido relacionamento com o diretor Maurice Phillis.
Desde 2000, ela é casada com cineasta argentino Julio Macat.
Em 2005, aos 44 anos de idade, Perkins descobriu que tinha diabetes autoimune latente, uma forma de diabetes tipo 1 que é mais frequentemente diagnosticada na meia-idade.

## Prêmios e indicações
| Prêmio                | Ano  | Categoria                             | Resultado |
| --------------------- | ---- | ------------------------------------- | --------- |
| Prêmios Globo de Ouro | 2006 | Melhor atriz coadjuvante em televisão | Indicado  |
| Prêmios Globo de Ouro | 2007 | Melhor atriz coadjuvante em televisão | Indicado  |

## Filmografia
- 2018 - Sharp Objects - Jackie O’Neill
- 2016 - Ghostbusters (2016) - Phyllis Adler (edição estendida)
- 2010 - Hop - Rebelde sem Páscoa - Bonnie O'Hare
- 2009 - Le Chat est Mort - Rhonda
- 2005 - Weeds - Celia Hodes
- 2005 - Kids in America - Sondra Carmichael
- 2005 - Procura-se um amor que goste de cachorros (Must Love Dogs) - Carol
- 2005 - Coisas de família (The thing about my folks) - Rachel Kleinman
- 2005 - Hércules (Hercules) (TV) - Alcmene
- 2005 - Sociedade feroz (Fierce people) - Mrs. Langley
- 2005 - O chamado 2 (Ring 2, The) - Dr. Emma Temple
- 2004 - Jiminy Glick in Lalawood - Miranda Coolidge
- 2004 - Speak (TV) - Joyce Sordino
- 2004 - Gilded stones (curta-metragem) - Polly
- 2003 - Procurando Nemo (Finding Nemo) (voz) - Coral
- 2002 - Era tudo o que eu queria (Try seventeen) - Blanche
- 2002 - What Leonard Comes Home To (TV) -
- 2002 - My sister's keeper (TV)- Judy Chapman
- 2001 - Adolescência interrompida (What girls learn) (TV) - Mãe
- 2001 - Como cães e gatos (Cats & dogs) - Mrs. Brody
- 2000 - Desejo proibido (These walls could talk 2) (TV) - Alice Hedley
- 2000 - 28 Dias (28 days) - Lily Cummings
- 1999 - Loucos do Alabama (Crazy in Alabama) - Joan Blake
- 1998 - Divididos pela morte (I'm losing you) - Aubrey Wicker
- 1998 - From the Earth to the Moon (minissérie TV) - Marilyn Lovell
- 1997 - Viver e morrer em Nova York (Lesser prophets) - Sue
- 1997 - Histórias de coragem (Rescuers: Stories of courage: Two women) (TV)- Gertruda Babilinska (segment "Mamusha")
- 1997 - Cloned (TV) - Skye Weston
- 1995 - O jogo da verdade (Moonlight and Valentino) - Rebecca Trager Lott
- 1994 - Milagre na Rua 34 (Miracle on 34th street) - Dorey Walker
- 1994 - Os Flintstones - O filme (Flintstones, The) - Wilma Flintstone
- 1993 - O melhor verão de nossas vidas (Indian summer) - Jennifer Morton
- 1993 - Sociedade Feroz (For their own Good) (TV) - Sally Wheeler
- 1991 - Um golpe do destino (Doctor, The) - June Ellis
- 1991 - Ele disse, ela disse (He said, she said) - Lorie Bryer
- 1990 - Avalon (Avalon) - Ann Kaye
- 1990 - Armadilhas do amor (Love at large) - Stella Wynkowski
- 1990 - Somente sobre meu cadáver (Over her dead body) - June
- 1988 - Amores em conflito (Sweet heart's dance) - Adie Nims
- 1988 - Quero ser grande (Big) - Susan
- 1987 - Este advogado é uma parada (From the hip) - Jo Ann
- 1986 - Sobre ontem à noite (About Last Night...) - Joan